# 永远的犹太人
永远的犹太人（德語：Der ewige Jude）是1940年纳粹德国以纪录片形式出品的反犹太宣传片，该片的德语名称来自于“流浪的犹太人”这一说法。该片由弗里茨·希普勒在纳粹宣传部长戈培尔的要求下拍摄。该片台词的作者是艾伯哈德·陶伯特。